# Aabyhøj IF Fodbold
Aabyhøj Idrætsforening, Fodboldafdelingen (forkortet Aabyhøj IF, AaIF, ÅIF) er en dansk fodboldklub hjemmehørende i Aabyhøj med godt 650 medlemmer, hvoraf ca. 500 er unge under 18 år. Klubben blev grundlagt den 8. juli 1919 under navnet Aabyhøj Idrætsforening Thrott og blev medlem af Jydsk Boldspil-Union (JBU) i 1920. Klubben har været en selvstændig afdeling under Aabyhøj Idrætsforening siden 1963.
Klubben har blandt andet opfostret fodboldspillere såsom Frederik Krabbe, John Stampe og Tom Bonde.
Aabyhøj IF har trods status som seriehold en aktiv fankultur, hvor fangrupperingerne Wsparcie og  Young Greens er at finde til både ude og hjemmekampe. De to fangrupper holder til på en lille grøn/hvid tribune i den nordvestlige kurve af Aabyhøj Stadion. Derudover er gruppen Aabyhøj Ultras også at finde omkring Aabyhøjs kampe.

## Ekstern kilde/henvisning
- Aabyhøj IF Fodbolds officielle hjemmeside

| Fodbold | Spire Denne artikel om en dansk fodboldklub er en spire som bør udbygges. Du er velkommen til at hjælpe Wikipedia ved at udvide den. |